# 言語バー
言語バー（げんごばー）とは、Windowsの機能の1つ。Windows XPおよびOffice XPより導入されたテキストサービスフレームワークの一部であり、利用者は入力言語や入力システムをここで簡単に切り替えられる。XP以前のWindows 2000等でもOffice XPをインストールすると言語バーが登場する。

## 言語バー共通のボタン
例として日本語版Windows Vistaの場合、言語バーに共通して用意されるボタンは次のとおり。
- 入力システムおよび言語切替
- ヘルプ
- CAPSキーロック状態
- KANAキーロック状態
- 言語バーの最小化/復元
- 言語バーの表示オプション
- 修正 - 初期状態では表示されていない。

その他のボタンは各入力システムが独自に追加したものである。たとえば、かつてのMicrosoft IMEでIMEツールバーにあったものが最近の版では言語バーに移動している。また前記ヘルプボタンには、各入力システムが自身の説明につかうメニューを追加していることがある。